# La Sole (álbum)
La Sole es el segundo disco oficial de la cantante Soledad Pastorutti. Fue producido por Fernando Isella y cuenta con 12 canciones del repertorio folclórico argentino, muchas de las cuales se convertirían en clásicos del repertorio de la artista. 

## Lista de temas
| N.º | Título                                              | Escritor(es)                   | Duración |  |
| 1.  | «Que nadie sepa mi sufrir»                          | Angel Amato y Enrique Dizeo    | 3:15     |  |
| 2.  | «Las moras» (A dúo con Natalia Pastorutti)          | Yuyo Montes                    | 2:46     |  |
| 3.  | «Ando por la huella»                                | Argentino Luna                 | 3:35     |  |
| 4.  | «Del norte cordobés» (A dúo con Natalia Pastorutti) | Ica Novo                       | 2:44     |  |
| 5.  | «Enero»                                             | Romero Marciel y César Miguens | 2:36     |  |
| 6.  | «Chilenito de Pucón»                                | César Isella                   | 2:56     |  |
| 7.  | «Kilómetro 11»                                      | Tránsito Cocomarola            | 2:07     |  |
| 8.  | «La carta perdida»                                  | Julián Ratti                   | 2:55     |  |
| 9.  | «Si de cantar se trata»                             | Facundo Saravia                | 2:14     |  |
| 10. | «Mano a mano» (A dúo con Natalia Pastorutti)        | Mario Teruel y La Moro         | 3:20     |  |
| 11. | «Punta Cayastá»                                     | Orlando Veracruz               | 2:17     |  |
| 12. | «Achalay Tafí del Valle»                            | Horacio Guarany                | 2:30     |  |

## Certificaciones y ventas
| País      | Organismo certificador | Certificación | Ventas certificadas | Ref.  |
| --------- | ---------------------- | ------------- | ------------------- | ----- |
| Argentina | CAPIF                  | Diamante      | 500 000             | [ 1 ] |